# Simulation cosmologique
La cosmologie portant par essence sur l'origine et le devenir de l'Univers en train d'évoluer, cette discipline ne peut développer une approche expérimentale. À ce titre, une large fraction de la communauté cosmologique consacre ses efforts aux développements de simulations dites cosmologiques, dont l'objet est de reproduire numériquement le comportement de l'Univers sur de très grandes échelles, du Big Bang à nos jours. Ce comportement se caractérise par l'émergence de grandes structures : filaments cosmiques, vides, halos de matière noire, amas de galaxies, galaxies, etc. 
On distingue deux grands types de simulations :
- Les simulations de matière noire pure. Les modèles cosmologiques (ou cosmogonies) favorisés actuellement indiquent que 90 % de la matière existante est sous forme de matière noire. Par conséquent, toute modélisation du processus d'émergence des grandes structures et des galaxies ne peut se faire sans reproduire correctement le comportement de cette composante invisible de la matière.
- Les simulations dites hydrodynamiques reproduisant le comportement du gaz à grande échelle, en plus de celui de la matière noire.

## Simulations de matière noire pure
Les simulations de ce type sont les plus simples à mettre en œuvre, la matière noire n'interagissant que via l'attraction gravitationnelle. 
D'un point de vue physique, la distribution de matière noire dans l'Univers se modifie au cours du temps sous l'effet de deux processus qui tendent à s'opposer. D'une part, les objets s'attirent les uns les autres sous l'effet de la gravitation. Par exemple, une sphère de matière lâchée dans le vide tend à s'effondrer sur elle-même. D'autre part, l'expansion globale de l'Univers tend à séparer deux régions séparées spatialement, s'opposant à ce processus d'effondrement. Le compromis entre ces deux effets se traduit par une distribution caractéristique en bulles, similaire à celle qui est observée dans le ciel. En termes mathématiques, ces deux processus concurrents sont décrits par les équations de la dynamique dans un Univers en expansion, elles-mêmes fournies par la théorie de la relativité générale. Ces équations se doivent d'être résolues numériquement afin d'étudier les régimes les plus complexes du phénomène de formation des grandes structures.
Les volumes d'univers simulés sont typiquement des cubes dont l'arête va de la dizaine de mégaparsecs (ou Mpc= 1 million de parsecs) jusqu'au rayon de Hubble (plus grande distance pouvant être parcourue par la lumière depuis le Big Bang, de l'ordre de 5 gigaparsecs = 5 milliards de parsecs). Le schéma de fonctionnement des simulations est le suivant :
1. Calcul de la force de gravitation appliquée sur les différentes sous-régions du volume simulé. Ces forces sont calculées à partir de la distribution de matière dans le cube d'univers.
2. Calcul des vitesses de déplacement des différentes sous-régions par résolution des équations dynamiques.
3. Déplacement des sous-régions.
4. Boucle sur la première étape.

La difficulté majeure consiste à réaliser le calcul des forces de la façon la plus efficace en termes de temps de calculs. Les algorithmes diffèrent selon que la distribution de matière noire est décrite en termes de particules ou de densité sur une grille, chacun avec leurs avantages et leurs inconvénients.
La structure élémentaire qui apparaît dans ces simulations est le halo de matière noire, à l'intérieur duquel se formeront une ou des galaxies, en accord avec les observations. Les propriétés lumineuses des galaxies peuvent être déduites des propriétés des halos hôtes (modèles hybrides) ou directement simulées au sein de simulations plus complexes.

## Simulations hydrodynamiques
Par essence, la composante lumineuse de l'univers n'est pas modélisée dans les simulations à matière noire pure. La complexité de ces dernières peut être augmentée afin de prendre en compte les processus spécifiques au gaz et aux étoiles. La séquence canonique du comportement de cette matière dite baryonique (faite de baryons) est la suivante :
1. refroidissement par rayonnement du gaz au sein des halos de matière noire
2. chute du gaz au centre des halos
3. formation des galaxies (de disques par exemple)
4. formation d'étoiles
5. chauffage du gaz par rayonnement UV émis par les étoiles
6. éjection de matière et choc du gaz par explosions d'étoiles (supernovæ)

L'ensemble de ces processus constitue un cycle de refroidissement/chauffage du gaz qui régit l'histoire de formation d'étoiles au sein des galaxies. 
Les simulations hydrodynamiques reproduisent les trois premières étapes de façon naturelle et auto-consistante en résolvant les équations de la mécanique des fluides. En revanche, les processus liés à l'activité stellaire sont généralement introduits via des algorithmes calibrés afin de reproduire les propriétés observées des galaxies. Les simulations participent ainsi à la compréhension des processus complexes qui interviennent dans le comportement de la matière baryonique : physique des étoiles, physique des supernovæ, physique du rayonnement, dynamique des fluides, etc.

## Principales utilisations des simulations
- Étude de la distribution de matière noire dans l'Univers : formation des grandes structures
- Formation et distribution des galaxies
- Tests des modèles cosmologiques
- Observations et Catalogues virtuels